# Breviceps branchi
Breviceps branchi é uma espécie de anfíbio anuro da família Brevicipitidae. Não foi ainda avaliada pela Lista Vermelha do UICN. Está presente na África do Sul.